# Makiwka
Makiwka (pl. Makówka, nm. Makowka, Makiwka) – góra (958 m n.p.m.) na Ukrainie, w Karpatach Wschodnich.
Miejsce zwycięstwa Ukraińskich Strzelców Siczowych (siedem sotni 1 i 2 kurenia 55 austro-węgierskiej dywizji piechoty) nad przeważającymi siłami rosyjskimi. Bitwa ta odbyła się w dniach 29 kwietnia – 2 maja 1915 i była pierwsze zwycięską bitwą ukraińskiej formacji wojskowej.

## Literatura
- Микола Лазарович - "Легіон українських січових стрільців", Тернопіль 2005, ISBN 966-8017-92-7